# やがて哀しき外国語
『やがて哀しき外国語』（やがてかなしきがいこくご）は、村上春樹のエッセイ集。

## 概要
1994年2月18日、講談社より刊行された。本書は、講談社のPR誌『本』（1992年8月号 － 1993年11月号）に連載されたコラム「人はなぜ走るのか」をまとめたものである。表紙及び挿絵は安西水丸。1997年2月14日、講談社文庫として文庫化された。文庫版には「文庫本のためのまえがき」が加筆されている。2015年11月27日、講談社より電子書籍版が配信開始。
米国のプリンストン大学に客員研究員（visiting scholar）として滞在していた約2年間の出来事と所感が主な内容である。前述の「まえがき」の中で、「今読み返すと、自分でもずいぶんストレートだなと感心してしまうところがある」と述べている。

## 内容の一部
- トミー・フラナガン・トリオのライブを聴きに行ったときのこと。彼らにもし何かリクエストするとしたら「バルバドス」と「スター・クロスト・ラヴァーズ」の二曲だなと考えていたら、驚いたことにステージの最後にこの二曲をメドレーでやってくれた。ペパー・アダムズとトミー・フラナガンの共演した「スター・クロスト・ラヴァーズ」は長いあいだの愛聴盤だった[4][5]。
- 中古レコード店に入ろうとしたときのこと。通りかかった若い男に時間を尋ねられ、「4時10分前だよ（イッツ・テン・トゥ・フォア）」と答えて店に入ったら、最初に目についたレコードがペパー・アダムズの『TEN TO FOUR AT 5 SPOT』のぴかぴかのオリジナル盤だった[4]。
- 運動靴を履いて、月に一度美容室ではなく床屋に行って、いちいち言い訳しない。これが男の子のイメージである。
- 人生に必要なことはみんな店で学んだ[6]。
- 吉行淳之介の短編小説「樹々は緑か」の英訳版を読むことになった。ふと「これをもう一度そのまま日本語に直してみたらどうなるんだろう」と思い、冒頭の部分を訳してみた[7]。